# 大面油田
大面油田（おおもゆでん）は、新潟県南蒲原郡栄村（現・三条市）北潟にあった油田で、1916年（大正5年）から1963年（昭和38年）まで石油の採掘が行われた。

## 歴史
大面油田のあった北潟は長岡市南方から三条市にかけて発達した東山丘陵の谷あいにある。文政年間（1818年～1829年）に北潟村の島影新右衛門という者が、桑畑を開墾中に原油がしみ出しているのを見つけ、布に浸して持ち帰り、灯火の芯にしたという記録が残っている。また、山伝いの如法寺村（現・三条市）で見られた「地中の火」「燃える風」という現象（いずれも天然ガスの自然発火）は、古くから「越後七不思議」の一つに数えられていた。

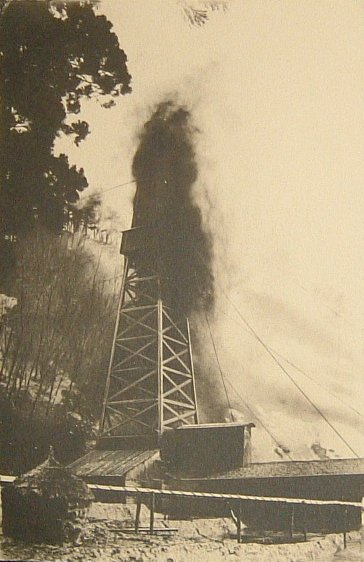
大面油田4号井の大噴油

大面油田は日本石油により、1916年（大正5年）から採掘が始まり、1916年（大正5年）3月には、1日にドラム缶300本分の石油が噴出した。石油は山や小川はもちろん、田畑にも降りかかり、子どもたちが石油を桶に汲んで石油会社に売りに走る姿が見られたという。会社は石油の収入で潤ったが、その一方で田畑の作物への補償話もあって、頭を悩ましたと伝わる。また、信越本線帯織駅から北潟まで専用線が引かれ、石油ブームにわき返った。
1930年（昭和5年）には最盛期を迎え、北潟の谷間には石油会社の社屋や鉱夫小屋、商店や旅館などが建ち並び、大いに繁昌した。栄村（現・三条市）吉野屋から本成寺村（南蒲原郡、現・三条市）如法寺にかけても油井が建ち並び、信越本線の車窓から燃えさかる炎が眺められるほどだったという。しかし太平洋戦争後には石油の産出量は減少し、安価で質のよい外国産の石油が輸入され始めたこともあって、油田の経営は下火になり、1963年（昭和38年）に大面油田は閉山した。
現在、北潟から吉野屋にかけての山中に油井の跡が残るが、完全に埋め戻されていないため転落の危険があり、不用意に立ち入るべきではない（これは大面油田に限らず、周辺の他の油田でも同様である）。北潟地区の雑木林から流れる小川や排水溝には原油がしみ出している場所も見られる。